# Binghamton Rumble Ponies
Die Binghamton Rumble Ponies sind ein Baseballteam der amerikanischen Minor League mit Sitz in Binghamton, New York. Das Team, das in der Eastern League spielt, ist die Double-A Team. Es ist ein Partnerteam des New York Mets. Die Rumble Ponies spielen im Mirabito Stadium in Binghamton.

## Geschichte
1976 spielte das Franchise als Williamsport Bills in Williamsport, Pennsylvania. Es spielte 1977 und 1978 in Jersey City, New Jersey und dann von 1979 bis 1984 in Buffalo, New York. Es kehrte 1987 nach Williamsport zurück. Das Team war eine Partnerteam der Cleveland Indians in den Jahren 1987 und 1988 und der Seattle Mariners in der Saison 1989 und 1990. 1987 wurde es von den New York Mets gekauft und 1992 als Binghamton Mets nach Binghamton verlegt.
Im Jahr 2016 kündigte das Team einen Plan an, für die absehbare Zeit in Binghamton zu bleiben und den Namen des Teams zu ändern. Vom 17. Mai bis 1. Juni veranstaltete das Team auf seiner Website einen Wettbewerb zum Thema Name des Teams. Die Finalisten waren die Namen Bullheads, die Gobblers, Rocking Horses, Rumble Ponies, Stud Muffins und Timber Jockeys. Am 3. November 2016 kündigte das Team an, dass es in Binghamton Rumble Ponies umbenannt wird, und veröffentlichte ein neues Logo.